# Ectropothecium minutum
Ectropothecium minutum är en bladmossart som beskrevs av Brotherus 1906. Ectropothecium minutum ingår i släktet Ectropothecium och familjen Hypnaceae. Inga underarter finns listade i Catalogue of Life.